# Eilean Musdile
Eilean Musdile – niewielka wysepka położona na południowy zachód od wyspy Lismore w centralnej części Loch Linnhe, na wprost od wejścia do cieśniny Sound of Mull. Należy do archipelagu Hebrydów Wewnętrznych. Leży przy szlaku morskim z Oban na Hebrydy Zewnętrzne.
W 1833 roku na wysepce uruchomiono latarnię morską Lismore.